# Thompson Twins
I Thompson Twins sono stati un gruppo musicale rock britannico.

## Storia del gruppo
Attivi dal 1977 fino al 1993, hanno raggiunto l'apice del successo verso la metà degli anni ottanta, con una serie di fortunati singoli, tra cui Doctor Doctor, King For A Day,
 Hold me now, In the Name of Love, You Take Me Up, Lies, Don't Mess with Doctor Dream, If you were here (apparso nel film Sixteen Candles - Un compleanno da ricordare di John Hughes del 1984), Lay Your Hands on Me e Love On Your Side (contenuto nella colonna sonora del videogioco Grand Theft Auto: Vice City Stories, per ricordarne soltanto alcuni tra i più noti, e una ideale trilogia di album particolarmente ispirati: Quick Step and Side Kick del 1983 (pubblicato negli USA con il titolo semplificato nel plurale Sidekicks), Into the Gap del 1984 e Here's to Future Days del 1985. La band è passata attraverso differenti cambi di formazione, partendo dallo status di big band nei primi dischi, stabilendosi come trio tra 1983 e 1987, il periodo del massimo splendore creativo e del grande successo commerciale, per poi ridursi infine a un duo, formato dal cantante e musicista Tom Bailey e dalla percussionista e autrice di testi Alannah Currie (per un lungo periodo di tempo marito e moglie), dopo l'abbandono del terzo membro del gruppo, Joe Leeway, anche lui percussionista. Il duo ha realizzato altri 3 LP prima di sciogliersi definitivamente, all'inizio degli anni novanta. Tra gli ultimi 45 giri realizzati: Get That Love, Sugar Daddy e Come Inside. Prima di separarsi (all'inizio solo artisticamente, poi anche sentimentalmente), Bailey e la Currie hanno pubblicato anche 2 raccolte: una compilation di remix, nel 1988, The Best of Thompson Twins: Greatest Mixes (contenente il popolare remake della loro prima vera hit, In the Name of Love), e una collection di singoli, nel 1990, intitolata semplicemente Thompson Twins - Greatest Hits. Nel 2007, a 15 anni di distanza dallo scioglimento, è uscita una nuova, doppia raccolta, Love on Your Side - The Best of Thompson Twins, che prende la prima parte del suo titolo da uno dei primi successi a 45 giri per il gruppo.

## Discografia
Album in studio
- 1981 - A Product of...(Participation)
- 1982 - Set
- 1983 - Quick Step and Side Kick
- 1984 - Into the Gap
- 1985 - Here's to Future Days
- 1987 - Close to the Bone
- 1989 - Big Trash
- 1991 - Queer

Compilation
- 1982 - In the Name of Love
- 1988 - The Best of Thompson Twins: Greatest Mixes
- 1990 - Thompson Twins - Greatest Hits
- 2007 - Love on Your Side - The Best of Thompson Twins